# Bob Nelson
Bob Nelson (Yankton, 18 luglio 1956) è uno sceneggiatore e regista statunitense.
Conosciuto soprattutto come sceneggiatore del film Nebraska (2013), è autore anche della serie TV The Eyes of Nye (2005).
Nel 2014 ha ricevuto una nomination ai Premi Oscar 2014 nella categoria migliore sceneggiatura originale per Nebraska. Ha ricevuto la nomination nella stessa categoria anche ai Golden Globe 2014 e ai Premi BAFTA 2014.

## Filmografia

### Cinema
- Nebraska regia di Alexander Payne (2013) - sceneggiatura
- Gli sgangheroni (1992) - attore
- The Confirmation (2016) - regia e sceneggiatura

### Televisione
- The eyes of Nye - serie TV (2005)
- Highston - serie TV (2016)